# Médaille de l'administration territoriale de l'État
La médaille de l'administration territoriale de l'État est une décoration civile française, dont le but est de « récompenser les services particulièrement honorables, notamment un engagement exceptionnel, l'accomplissement d'une action ponctuelle ou continue dépassant le cadre normal du service, rendus par toute personne, au cours de sa carrière ou dans un contexte particulier, pour des missions ou actions signalées participant de l'administration territoriale de l'État ».

## Historique
La médaille de l'administration territoriale de l'État a été créée par le décret n°2022-1708 du 29 décembre 2022 portant création de la médaille de l'administration territoriale de l'État.

## Attribution

### Conditions
Les modalités d'attribution de la médaille de l'administration territoriale de l'État sont fixées par arrêté du ministre de l'Intérieur.
La médaille de l'administration territoriale de l'État est décernée (et retirée, le cas échéant) par le ministre de l'Intérieur. Fait assez rare pour une distinction honorifique, l'attribution de la médaille n'exige aucune condition d'ancienneté. Elle comporte trois échelons (bronze, argent et or), ainsi que des agrafes « ADMINISTRATION DÉCONCENTRÉE » et « ADMINISTRATION CENTRALE ». 
Le choix de l'échelon est déterminé en fonction de la nature des mérites à récompenser.
Les différents échelons de la médaille de l'administration territoriale de l'État sont portés simultanément.
Elle est attribuée à titre nominatif et ne peut être décernée à titre posthume. Chaque titulaire de la médaille de l'administration territoriale de l'Etat reçoit un diplôme.
Elle est attribuée dans la limite d'un contingent annuel fixé par arrêté du ministre de l'Intérieur. Le contingent annuel est fixé à 300 médailles. La promotion de la médaille de l'administration territoriale de l'État intervient le 1er janvier de chaque année.
L'arrêté portant attribution ou retrait de la médaille de l'administration territoriale de l'État est publié au Bulletin officiel des décorations, médailles et récompenses.
L'instruction des propositions de nomination et de retrait de la médaille est assurée par les préfectures et directions d'administration centrale du secrétariat général du ministère de l'intérieur. Ces propositions sont examinées par le comité de la médaille de l'administration territoriale de l'État.
Le comité de la médaille de l'administration territoriale de l'État, est présidé par le secrétaire général du ministère de l'intérieur. Le comité est composé de cinq membres :
- le directeur de cabinet du secrétaire général du ministère de l'intérieur ou, en cas d'empêchement, le directeur de cabinet adjoint ;
- le secrétaire général adjoint, directeur de la modernisation et de l'administration territoriale ou, en cas d'empêchement, son représentant ;
- le directeur de l'évaluation de la performance, de l'achat, des finances et de l'immobilier ou, en cas d'empêchement, son représentant ;
- le sous-directeur de l'administration territoriale ou, en cas d'empêchement, son représentant ;
- le directeur des ressources humaines ou, en cas d'empêchement, son représentant.

En cas d'empêchement du secrétaire général, la présidence du comité est assurée par son directeur de cabinet ou, en cas d'empêchement, son directeur de cabinet adjoint.

### Procédure de retrait
Le retrait de la médaille de l'administration territoriale de l'État est prononcé par le ministre de l'intérieur :
- En cas de condamnation définitive pour un crime ou un délit, ou de sanction disciplinaire ;
- Pour un comportement contraire à l'honneur et à la probité.

## Description
L'insigne de la médaille de l'administration territoriale de l'État est le suivant :
La médaille, ronde, en bronze, argent ou or selon l'échelon, d'un module de 37 mm, présente à l'avers l'effigie de la Marianne avec le territoire national en fond.
Le revers porte la mention « Administration territoriale de l'Etat ».
La médaille est suspendue à un ruban de 37 mm surmontant une couronne d'olivier et de chêne. La couleur du ruban est bleu, blanc, rouge, en biseau. Les agrafes prennent place sur le ruban de la médaille.
Le ruban de la médaille de l'administration territoriale de l'État est similaire à celui de la médaille de la sécurité intérieure, décernée elle aussi par le ministère de l'Intérieur.

## Galerie
| Bronze | Argent | Or |
| ------ | ------ | -- |
|        |        |    |
|        |        |    |